# 格爾奧基·特希萊什維利
格爾奧基·特希萊什維利（1991年4月8日—）是一位喬治亞橄欖球運動員。他是喬治亞國家橄欖球隊的一員，代表喬治亞參加了2015年世界盃橄欖球賽。